# Verenigde Staten van Colombia
De Verenigde Staten van Colombia (Spaans:Estados Unidos de Colombia) was de naam die in 1863 aangenomen werd na de Rionegro grondwet voor de natie, die tot dan bekendstond als de Confederatie van Granada.
De negen originele staten die de confederatie vormden waren Antioquia, Bolívar, Boyacá, Cauca, Cundinamarca, Magdalena, Panama, Santander en Tolima, en de grondgebieden van Caquetá, San Martin, Nevada en Motilones.
Na enkele jaren burgeroorlog riep de partij van Rafael Núñez, die de oorlog gewonnen had, de republiek Colombia uit, waardoor de Verenigde Staten opgeheven werden.